# 양단 아리랑 드레스
양단 아리랑 드레스는 서울특별시 종로구 한국현대의상박물관에 있는 의류이다. 2014년 10월 29일 대한민국의 국가등록문화재 제613호로 지정되었다.

## 개요
우리나라 최초 세계미인대회에 참가자인 제3회 미스코리아 진 오현주가 1959년 제8회 미스 유니버스대회에 참가시 착용한 드레스 3벌이다. 우리나라 최초 패션디자이너 노라노의 작품으로 한복의 치마 저고리 유형을 서양복 드레스화한 디자인으로 새로운 형태의 한복 디자인에 영감을 주어왔다는 점에서 가치가 있다.

## 같이 보기
- 노라노

## 참고 자료
- 양단 아리랑 드레스 - 국가유산청 국가유산포털